# 小指
小指（こゆび）は、上肢の五指の内側から5番目にある指。最も小さい指であることに由来している。
和語では赤ちゃん指、医学用語では第五指、小指（しょうし）、漢語では小指（しょうし）、季指との呼び方もある。
日本では小指は「女」を意味する。「コレ」と言いつつ小指を立てると、（女性の）「恋人」「愛人」などの意味になる。
欧米の一部では、男性に向かって小指を立てるサインが重大な侮辱と取られる場合がある。
日本では相手に対する誠意や忠義を示す風習として小指を切るという行為があり、かつては遊女が客に対して自分の小指を切断して渡すという行為があったという（指きりを参照）。また、現代の日本の暴力団では、落とし前の付け方として、小指を詰めることがしばしば行われていた。
中国では小指を立てることで「出来が悪い・能力が劣っている」と相手を見下す意味となる。